# República Socialista Soviética Autônoma de Tuva
A República Socialista Soviética Autônoma de Tuvan ( em russo:  Тувинская Автономная Советская Социалистическая Республика  ; em tuvano:  Тыва Автономнуг Совет Социалистиг Республика   ), ou o Tuvan ASSR ( em russo:  Тувинская АССР  ; em tuvano:  Тыва АССР   ), era uma república autônoma da RSFS russa. Foi criado em 10 de outubro de 1961 no Oblast Autônomo de Tuva. Seu território media 175.000 quilômetros quadrados e fazia fronteira com a Mongólia ao sul, a ASSR de Buryat a leste, o Oblast Autônomo de Gorno-Altai a oeste e o Oblast Autônomo de Khakas ao norte.